# 정아라 (1993년)
아라(1993년 7월 16일 ~ )는 대한민국의 2013년 미스코리아 광주-전남 미(美) 출신 가수이자 패션모델이다. 걸 그룹 케이걸즈의 멤버로 활동했다.

## 프로필
- 출생: 1993년 7월 16일
- 신체: 172cm, 47kg, 34-24-36
- 학력: 전남과학대학교 방송모델과
- 수상: 2013년 미스코리아 매너상, 2013년 미스코리아 광주-전남 미(美)
- 경력: 2013년 노원구 자살예방 홍보대사, 2014년 한국청소년육성연맹 홍보대사, 초록우산 어린이재단 홍보사절단, 착한 저작권 굿C 홍보대사, 2015년 주중한국문화원 홍보대사
- 취미: 음악감상, 요리
- 특기: 댄스, 워킹

## 같이 보기
- 2013년 미스코리아
- 미스코리아 광주-전남